# Sant'Agapito (Italia)
Sant'Agapito è un comune italiano di 1 352 abitanti in provincia di Isernia in Molise. Fa parte della Comunità Montana Centro Pentria.

## Geografia fisica

### Territorio
Sant'Agapito sorge sulle propaggini nord-occidentali del massiccio del Matese, posizione che conferisce al paese la definizione di "Porta del Matese". Il territorio del comune comprende anche cinque frazioni: Colannoni, Coriemano, Pietradonata, Scalo Ferroviario e Temennotte.
Il territorio del comune si estende su una superficie che ricopre sia una parte montana (a sud), sia una parte pianeggiante (a nord). L'altitudine va da circa 350 m s.l.m. sino ai 1.100 m s.l.m. della cima più alta (Colle di Croce). Il comune è attraversato dal torrente Lorda, rifornito dai numerosi ruscelli montani che ne accrescono la portata.

## Origini del nome
Il nome deriva da quello del martire cristiano, Agapito appunto, cui era dedicata la chiesa attorno alla quale si sviluppò il nucleo urbano originario; da Sanctum Agapitum si è trasformato in Santa Capiata nel 1516.

## Storia
Non c'è dubbio che Sant'Agapito facesse parte della contea di Isernia nel periodo longobardo, e della contea del Molise nel periodo normanno. Nel XII secolo Sant'Agapito divenne feudo di una famiglia omonima, la quale aveva presumibilmente assunto il nome del feudo per distinguersi dal ramo diretto della stirpe da cui discendeva e di cui non voleva apparire cadetto o minore. Non si conosce quale fosse la stirpe. Si sa, invece, che i Sant'Agapito tennero in signoria l'università dall'inizio del XII secolo sin oltre la metà del XV secolo. Dei molti titolari della potente famiglia, sopravvive la memoria di soli cinque per Sant'Agapito, e sono:
- Anno 1069, Matteo cavaliere che seguiva Riccardo I (dal catalogo borelliano);
- Anno 1326, Roberto cavaliere del re d'Angiò;
- Anno 1330, Gualtiero;
- Anno 1381, Nicola conte e cavaliere aragonese;
- Anno 1443, Leone conte e cavaliere di Alfonso I di Napoli.

Nella prima metà del XV secolo, se non pure dall'inizio del secolo precedente, Sant'Agapito fu dominio dei Gaetani, celebri per le signorie di Fondi e di Morcone. Nel 1444 Giovannantonio Gaetani vendette il feudo ad Antonio d'Afflitto per 4.200 ducati. Antonio d'Afflitto apparteneva alla famiglia comitale di Trivento, e della sua discendenza Sant'Agapito fu feudo per circa un secolo.
Nella prima metà del XVI secolo Sant'Agapito appartenne alla famiglia de Storrente. Si ignorano le origini di questa casata, si sa che Lucrezia de Storente nel 1555 alienò l'università in favore di Gianfrancesco de Angelis di Teano. Nella prima metà del XVII secolo Sant'Agapito passò in dominio della famiglia Provenzale, acquistato da Andrea Provenzale, siciliano, nato a Trapani nel 1579 e deceduto nel 1645 dopo essere stato Presidente della Regia Camera della Sommaria. Giuseppe Provenzale, donatario del padre, ebbe il titolo ducale sul luogo nel 1637. Giovanni Provenzale fu anch'egli titolare di Sant'Agapito e nel 1775 fece restaurare la sepoltura familiare nella Chiesa dello Spirito Santo a Napoli, come si legge nella lapide tombale situata nella crociera dell'edificio.
Dai Provenzale, nel XVIII secolo, Sant'Agapito passò in feudo con titolo marchesale ai Caracciolo del ramo Pisquizi, i quali furono inoltre duchi d'Avigliano e principi di Pettoranello di Molise. L'ultimo titolare feudale di Sant'Agapito risiedeva a Napoli, e subì il saccheggio del proprio palazzo dai francesi il 30 gennaio 1799. Portava il titolo marchesiale di Sant'Agapito nel 1824 un Caracciolo, Intendente della Provincia di Terra di Lavoro.
Il duplice titolo di marchese di Sant'Agapito e principe di Pettoranello di Molise è stato portato da Vincenzo Caracciolo, nato a Napoli il 14 novembre 1872, e da Giuseppe e Marianna Zambra deceduta nel 1885.

### Simboli
Lo stemma e il gonfalone del comune di Sant'Agapito sono stati concessi con decreto del presidente della Repubblica del 4 giugno 1987.

## Monumenti e luoghi d'interesse

### Architetture religiose

#### Chiesa di San Nicola di Bari
La chiesa di San Nicola di Bari, chiesa madre del comune, situata nel centro storico, ha una struttura romanica, nasce sui resti di un antico tempio pagano. Particolari sono le due facciate, poste una su via Carbonari, l'altra su via Manzoni, facendo sì che, da qualsiasi delle due principali strade si arrivi, si possa vedere l'ingresso della chiesa. Si possono ammirare all'interno le numerose statue di Santi.

#### Chiesa della Madonna dell'Olmeto
Questa piccola chiesa si trova nella parte più a sud del paese, dopo una ripida salita. La chiesa, si racconta nella tradizione popolare, fu costruita in seguito ad un'apparizione della Madonna, che avvenne in un piccolo boschetto di olmi (da cui Madonna dell'Olmeto). La chiesa è privata.

### Architetture civili

#### Cortile Bucci
Accanto all'ingresso della Chiesa Madre di San Nicola, posto su via Manzoni, vi è il "Cortile Bucci", un piccolo cortile ove trova posto una delle più caratteristiche fontane del paese. La fontana, formata da un unico blocco di pietra, presenta sulla facciata anteriore un bassorilievo raffigurante un volto, probabilmente Bacco, dalla cui bocca veniva fuori l'acqua, ed un'iscrizione superiore:
Probabilmente la fontana è stata portata lì in un secondo momento.

#### Palazzo feudale
Il palazzo, appartenuto alle varie famiglie che si succedettero alla guida dell'antico borgo, presenta un impianto quadrato, con un nucleo centrale formato da un cortile, su cui spicca una delle antiche torri che proteggevano il paese. Il palazzo, forse anticamente un castello di difesa, prosegue inglobando anche un secondo cortile, chiuso da un lato dalla porta di monte e comprendente al suo interno una cappella privata. Oggi il cortile più esterno, compreso appunto tra la cappella e la porta di monte, fa parte dell'attuale via Manzoni e la cappella è stata ritrasformata. Il nucleo interno del palazzo resta però ben conservato.

#### Antica fornace
Nella parte bassa del paese, detta anche "Stazione", sorge l'antica fornace per la produzione di calce, andata in disuso nel periodo post-bellico, non si hanno molte notizie storiche su di essa.

#### Croce bizantina
Appena fuori dalla porta di valle, si trova la Croce bizantina in pietra, su capitello corinzio, posta su una colonna anch'essa in pietra. Probabilmente indicava ai viaggiatori l'inizio del paese in epoca antica, quando la strada di accesso arrivava appunto alla porta di valle. Croce viaria.

### Altri luoghi
Altri luoghi da visitare sono:
- il vecchio frantoio;
- la chiesa di Santa Maria Bambina;
- la vecchia centrale idroelettrica.

Da sottolineare anche l'area naturale del torrente Lorda.

## Società

### Evoluzione demografica
Abitanti censiti

## Amministrazione
| Periodo        | Periodo        | Primo cittadino    | Partito                              | Carica  | Note |
| -------------- | -------------- | ------------------ | ------------------------------------ | ------- | ---- |
| 23 aprile 1995 | 13 giugno 2004 | Antonino Valletta  | lista civica                         | Sindaco |      |
| 13 giugno 2004 | 7 giugno 2009  | Giuseppe Picciano  | lista civica                         | Sindaco |      |
| 8 giugno 2009  | 10 giugno 2024 | Giuseppe Di Pilla  | Progettiamo insieme il nostro futuro | Sindaco |      |
| 10 giugno 2024 | in carica      | Liberato Matticoli | Ora per domani                       | Sindaco |      |